# Machaerota discreta
Machaerota discreta är en insektsart som först beskrevs av Schmidt 1918.  Machaerota discreta ingår i släktet Machaerota och familjen Machaerotidae. Inga underarter finns listade i Catalogue of Life.